# 北方好莱坞
北方好莱坞（英語：Hollywood North）是一个用来泛指在美国加利福尼亚州好莱坞以北的任何影视剧制作企业和拍摄地点的俗称，通常用来专指加拿大境内的电影业。

## 使用
“北方好莱坞”的称呼早在1970年代晚期就被用来形容在英属哥伦比亚省温哥华的影视剧工业，甚至出现在书名和电影名中。现在这个称呼除了可以用来指温哥华以外也可以指安大略省的多伦多。在1988年《加美自由贸易协定》签订后，外来制片人在加拿大的影视剧制作和投资大大增加，到2019年为止总额达到48.6亿美元，其中英属哥伦比亚省占了28.1亿，安大略省占了21.6亿。

### 温哥华
温哥华地处太平洋西北地区的低陆平原，距离好莱坞以北1,725（1,072英里），航班飞行耗时约三小时，驾车大约21小时，并且和洛杉矶一样同属太平洋时区。两地相对较近的距离减少了运营时间、可达性、旅行耗时和人员调度等因素可能造成的诸多问题，加上美元和加元之间的汇率差与当地政府的补贴政策，是温哥华当地影业吸引外来投资和发展的主要因素。外来制片人选择温哥华的另一个原因是当地的气候（比如云量可以将日光自然分散因而有利于后期制作时额外渲染）和周边各种不同环境的外景适合拍摄不同题材的影视作品。
温哥华作为电影拍摄地已超过一个世纪，最早的作品是1910年由爱迪生制片厂投资拍摄的《The Cowpuncher's Glove》和《The Ship's Husband》。当年因为距离加拿大国内的制片企业（当时主要在多伦多和蒙特利尔）较远，加上与洛杉矶地处同一时区，温哥华经常被好莱坞用来作为北方的拍摄点，因而被称为“北方好莱坞”。英属哥伦比亚省政府则在1977年建立了一个电影发展办公室来面向好莱坞销售温哥华附近的拍摄景点。在2000年，英属哥伦比亚的制片金额首次超过十亿美元，而到了2002年加拿大境内75%的外国制片投资都被英属哥伦比亚和安大略两省垄断。同年，英属哥伦比亚因为占有了外国制片额的44%而荣登加拿大国内榜首。
英属哥伦比亚现在已经连续多年位居北美洲第三大制片中心（仅次于洛杉矶和纽约市），光2010年就共有超过246个电影项目和10.2亿美元的制片开支。虽然英属哥伦比亚在2011年因为国内制片的减少加上税率不占优，使其在之后几年内落后于安大略省降至北美第四，在近几年已经重归第三的宝座。
位于温哥华的北岸制片厂（North Shore Studios，曾是狮门娱乐麾下）和温哥华制片厂（Vancouver Film Studios）是加拿大最大的特效工作室，而后者还是洛杉矶以外最大的制片中心。本那比的铁桥工作室（Bridge Studios）有整个北美洲最大的特效片场之一，而北岸制片厂麾下的猛犸工作室（Mammoth Studios）拥有世界上最大的片场，占地面积达到11,509.1平方（123,883平方英尺）。
根据官方报道，光是在2005年就有超过200部影视作品在英属哥伦比亚完成拍摄，包括63部长篇电影、31部电视剧、37部电视电影、15部试播集、5部迷你剧、20部纪录片、16部短篇电影和24部动画片；2006年，卑詩省電影和電視製作支出達12.28億美元。2000年代末期的经济大衰退使得当地的影业在各个层面都受到了金融打击，但在2008年3月英属哥伦比亚就喜剧般的将电影投资恢复到了12亿美元，其中外国制片增长了146%、国内动画增长79%，全年共完成86部外国作品，包括40部长篇电影。温哥华市还定期举办温哥华国际电影节和温哥华影视剧论坛。
过去几年，美国许多州（包括佐治亚、新墨西哥和北卡罗莱纳）和加拿大其他省份都增加了媲美甚至超过英属哥伦比亚的税收优惠，使得温哥华的影业在未来面临一定的竞争压力。

### 多伦多
安大略湖西北畔的多伦多作为加拿大最大城市，最早在1957年拍摄了好莱坞电视剧《鹰眼与最后的莫西干人》（Hawkeye and the Last of the Mohicans）。因为历史上就是加拿大国内和国外投资的制片中心，多伦多自1970年代后期就与“北方好莱坞”的称呼相关联。在1979年，多伦多市长约翰·塞维尔（John Sewell）曾宣布加拿大是洛杉矶和纽约之后的第三大电影制片中心。
在2002年，多伦多的影视剧产业为加拿大经济贡献了11.6亿美元，以至于前市长梅尔·拉斯特曼（Mel Lastman）曾宣称“多伦多就是北方好莱坞”。在2003年，多伦多安大略电影办公室（Toronto Ontario Film Office）在洛杉矶建立以便向好莱坞宣扬在多伦多和安大略省拍摄的好处，也使得安大略省成为了加拿大唯一在好莱坞有办公点的省份。2010年，安大略省共有230部电影项目，制片开销9.46亿美元。
安大略省目前是加拿大第二大的影视剧制作中心，在北美洲位居第四（前三分别是加利福尼亚、纽约州和英属哥伦比亚）。尽管在2011年因为前一年英属哥伦比亚省的国内制片减少，安大略省通过增长制片开销3亿美元（31%）达到12.6亿一举超过成为加拿大首位的制片中心，近年来英属哥伦比亚已经重新夺回了其历史上长期拥有的宝座。在2010年，多伦多有209个大的影视制片项目，开销共9.035亿美元。在2011年，多伦多的影业得利于省政府于2009年颁发的税收抵免，用244部影视项目为市经济贡献了11.3亿美元，其中好莱坞作品比前一年增加了47%。在2012年，影视剧制片再次增加达到12亿美元。到2017年，多伦多本市的制片投入已达20亿美元，并且是北美第三大电视剧出口商，在产业总产值方面仅次于洛杉矶和纽约市。
多伦多是加拿大最大、世界第12大的影视发行商——联合-阿特兰提斯公司（Alliance Atlantis）的总部所在地,，负责向整个北美和欧洲部分地区发行影视剧作品。多伦多也是加拿大最大的动画公司Nelvana的总部所在地。松林多伦多工作室（Pinewood Toronto Studios）是加拿大最大的影城，面积超过23,000平方（250,000平方英尺）并拥有北美洲最大的专业摄影棚。许多业界人士认为省政府让2000年代末期好莱坞在当地制片暴增的税收抵免是松林工作室得以完成扩建的主要因素，因为之前它并不能承担类似的工作量。
根据多伦多影视办公室报道，在2005年有约200个制片项目在多伦多完成，包括39部长篇、44部电视电影、84部电视剧、11部电视特辑和22部特播电影，共为1258个项目颁发了4154份外景拍摄许可证，共拍摄7319天，国内制片商也经常与更大的国际企业进行合拍。和温哥华一样，安大略省和联邦政府办法的税务优惠都帮助将多伦多宣扬成美国制片商的目的地，并且经常用来作为纽约市和芝加哥的替代外景。
除了制片以外，多伦多还定期举办被许多业内人士认为影响力仅次于戛纳电影节的多伦多国际电影节，吸引全球众多著名的演员和制片人到访首映，并且被认为是奥斯卡奖角逐的预演。多伦多还是加拿大星光大道（Canada's Walk of Fame，效仿好莱坞星光大道）的所在地，并且是加拿大绝大多数国家媒体（包括CBC、CTV、GTN、YTV等等）的总部所在地，也是双子座奖的传统举办城市。

## 额外阅读
- Gasher, Mike (2002). Hollywood North: The Feature Film Industry in British Columbia,[4]
- Spanner, David (2004). Dreaming in the Rain: How Vancouver Became Hollywood North by Northwest,[74]
- Spencer, Michael (2003). Hollywood North: Creating Canadian Film[75]
- Trumpbour, John (2003). Hollywood North: The Feature Film Industry in British Columbia: An article from: Business History Review.[76]